# Barry Town United Football Club
El Barry Town United Football Club (en galés: Clwb Pêl Droed Tref Y Barri) es un club de fútbol de Gales, con sede en Barry. Fue fundado en 1912 y compite en la Cymru Premier, máxima categoría del fútbol galés.
El equipo permaneció en la Southern Football League de Inglaterra hasta la temporada 1993/94, cuando se integró en las competiciones de fútbol de Gales. Durante los años 1990 el club fue una de las mayores potencias de la Premier League de Gales, con siete títulos de liga y seis Copas de Gales, y funcionó como una de las pocas instituciones profesionales del campeonato. Sin embargo, el club entró en bancarrota en 2003 y descendió a las divisiones inferiores.

## Historia

### Fundación y torneos en Inglaterra

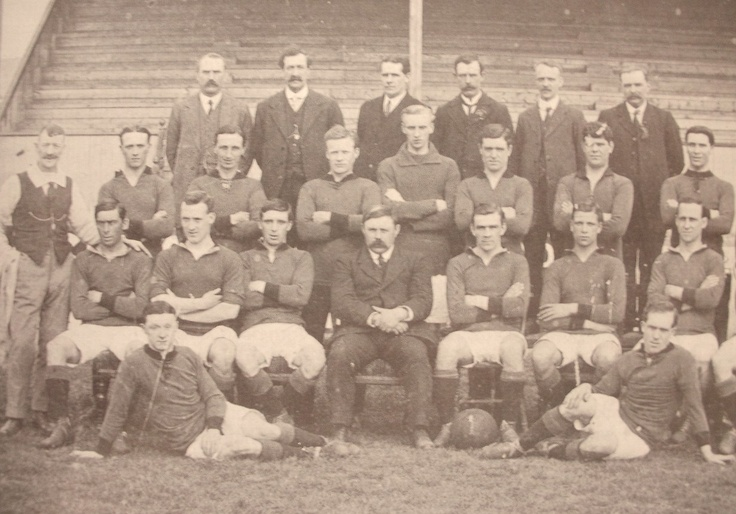
El Barry AFC de la temporada 1913–14

La ciudad galesa de Barry, situada en las inmediaciones de Cardiff, contó con su primer club en 1892, cuando se fundó el Barry and Cadoxton District. Pero no fue hasta 1912 cuando se estableció un equipo definitivo, conocido como Barry Association Football Club. El término Town, que significa ciudad, no se añadió hasta 1931.
Desde el principio, Barry Town se sumó a los campeonatos regionales de Inglaterra, y debutó en noviembre de 1912 en la Southern Football League. Su mayor logro en todo ese tiempo fue una Copa de Gales en la temporada 1954/55, al vencer en la final a Chester City por 4:3. Barry Town se mantuvo en la Southern League hasta los años 1990. Posteriormente, Barry Town fue relegado en 1982 a la división de Gales. Aunque durante su estancia en la Southern League no era uno de los clubes más competitivos, el equipo mejoró sus resultados con el cambio de categoría y ganó cinco campeonatos consecutivos, desde 1982 hasta 1987. La falta de competitividad en ese campeonato propició su vuelta a la Southern League en 1989.

### Dominio en la Liga de Gales

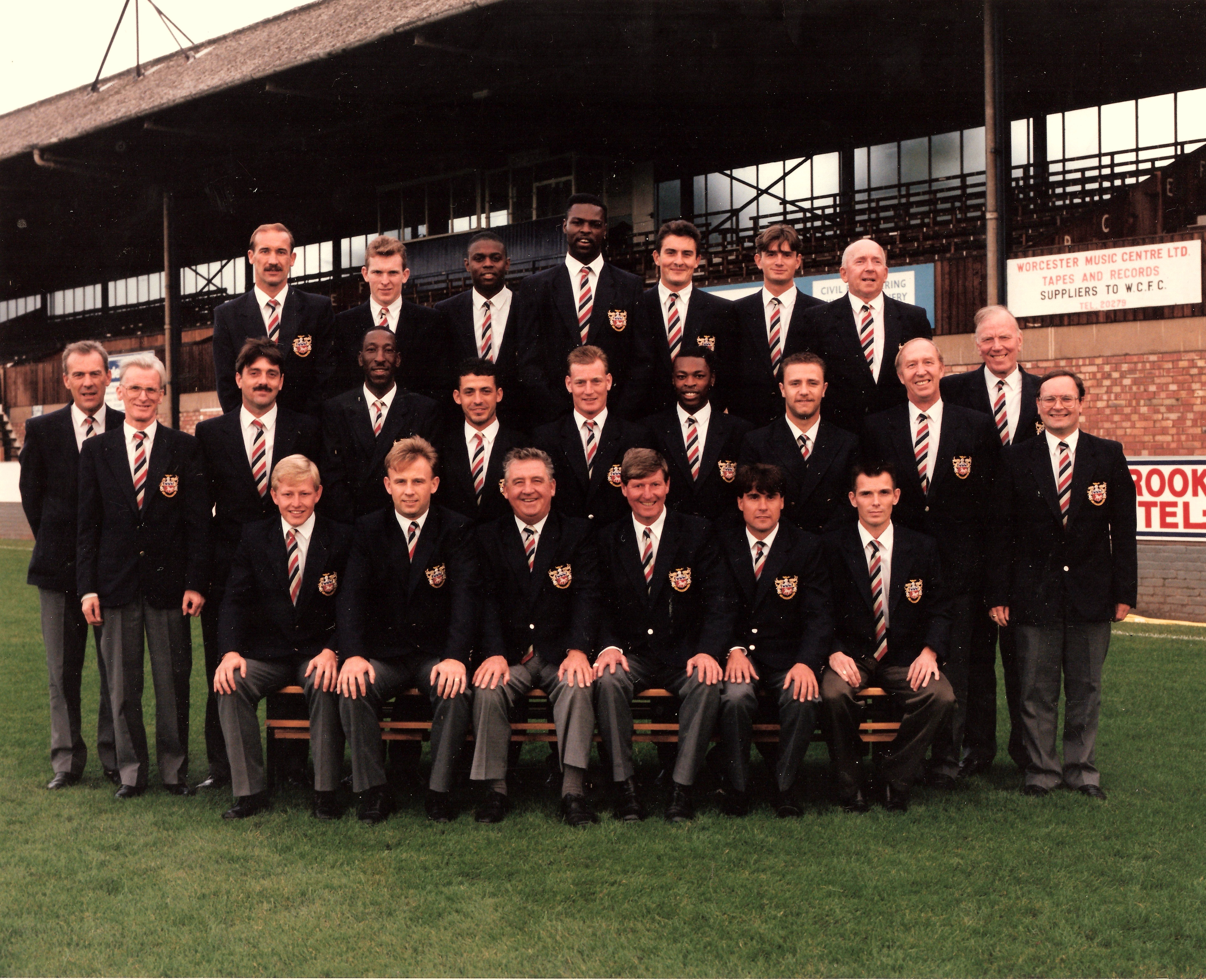
El Barry en Worcester, 1992–93

En 1992, la Asociación de Fútbol de Gales estableció la Premier League de Gales, una liga profesional vinculada a la UEFA, e instó a varios clubes a sumarse a la misma a partir de la temporada 1992/93. Sin embargo, Barry Town fue uno de los ocho clubes que se negaron a formar parte del campeonato, por lo que la Federación galesa no aceptó que jugaran en Barry. El equipo se vio forzado al exilio, jugando sus partidos en Worcester City como Barri Dragons FC. Las disputas entre Barry Town y la Federación terminaron en 1993, cuando el equipo confirmó su ingreso en el sistema de liga galés.
Aunque debutó en la segunda categoría galesa en la temporada 1993/94, Barry Town consiguió ascender a la Premier League galesa en sólo un año y ganó su segunda Copa de Gales ante el Cardiff City FC. Tras un año de consolidación en la máxima competición, en 1995/96 el equipo de Barry consiguió un doblete al ganar Liga y Copa. Posteriormente, el club revalidó su título liguero durante tres temporadas más, convirtiéndose en el club con más títulos de liga en Gales. Además, la temporada 1998/99 se saldó también con una victoria en la FAW Premier Cup, trofeo que enfrenta a los mejores equipos galeses que juegan en Gales e Inglaterra. Pese a la competencia de nuevos equipos, como el Total Network Solutions, Barry Town continuó dominando el campeonato doméstico con tres títulos de liga más en las temporadas 2000/01, 2001/20 y 2002/03.

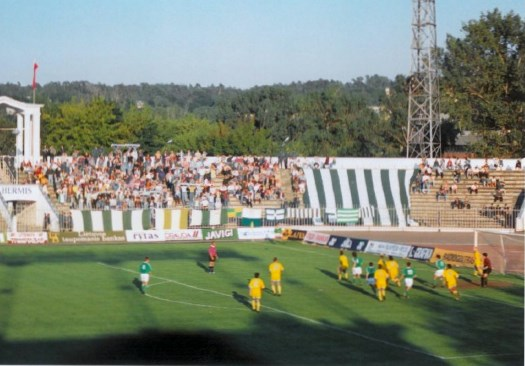
El Barry (de amarillo) en Lituania en el verano de 1994

Su actuación en las competiciones europeas no fue tan positiva, ya que el club caía en las rondas eliminatorias de la Liga de Campeones y Copa de la UEFA. Pese a todo, Barry Town fue el primer equipo de la Liga de Gales que superó las rondas clasificatorias en la Copa de la UEFA en 1996/97 al derrotar al Dinaburg FC (Letonia) y Budapest Vasutas SC (Hungría), para caer en primera ronda frente al Aberdeen FC escocés. También fue el primer club del campeonato galés que pasaba una ronda preliminar, cuando en la primera manga de la edición 2000/01 eliminó al FC Shamkir de Azerbaiyán. Posteriormente se enfrentó al FC Oporto, cayendo derrotado 8:0 en el partido de ida y ganando 3:1 a la vuelta en Barry.

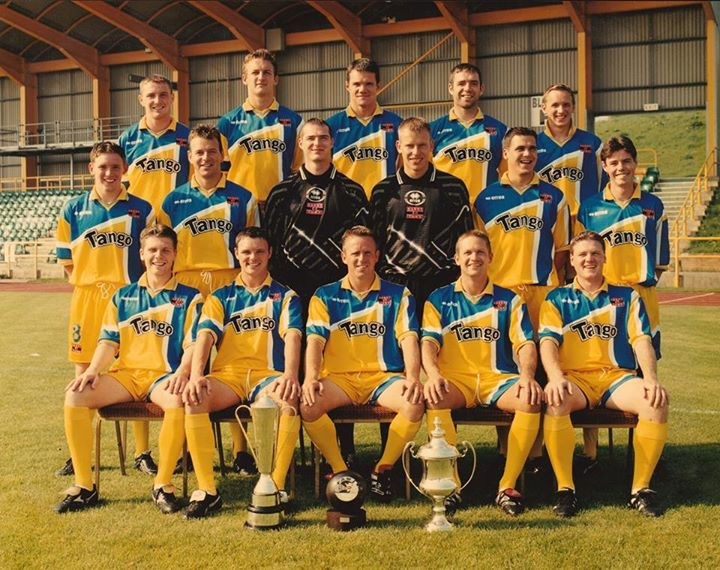
El equipo del Barry Town de la temporada 1998/99 en el Jenner Park que ganó tres títulos en la temporada.

### Bancarrota y situación actual

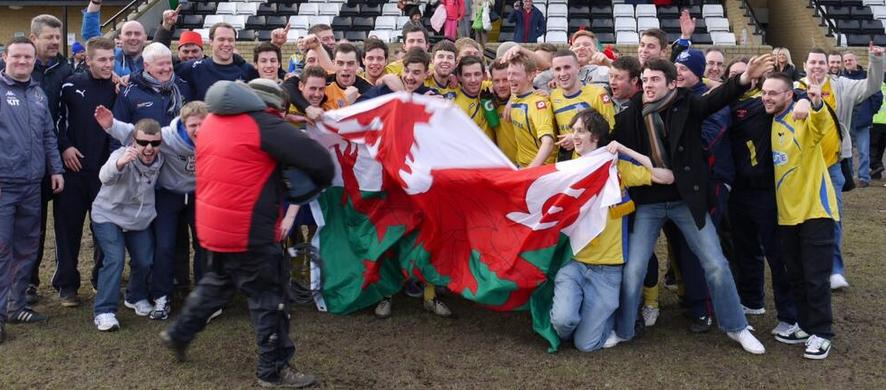
Jugadores y aficionados del Barry Town celebran la clasificación a los cuartos de final de la Copa de Gales luego de vencer al Flint Town United el 2 de marzo de 2013.

Aunque Barry Town dominaba en la Liga de Gales, su base de aficionados era minoritaria. La mayoría de galeses seguían a los equipos de la zona que jugaban en Inglaterra como el Swansea City, Cardiff FC o Wrexham FC, situados en las ciudades con más población. Por ello, el seguimiento sobre la Premier League de Gales era inferior y la situación de sus clubes era más precaria. Para atraer a los seguidores, los propietarios del Barry Town contrataron a una celebridad, el exfutbolista inglés John Fashanu, como su nuevo presidente en invierno de 2002. Además, la mayoría de los jugadores obtuvieron un contrato profesional a tiempo completo.
Sin embargo, la contratación de Fashanu y el fichaje de jóvenes promesas incrementaron las deudas del equipo, que dejó de ser rentable. Cuando Fashanu abandonó la presidencia del club tras ganar la liga en 2003, Barry Town entró en suspensión de pagos y pasó a manos de un administrador judicial. Con una deuda superior al millón de libras esterlinas, la mayoría de jugadores abandonaron la entidad y reclamaron el pago de sus nóminas atrasadas. Barry Town tuvo que afrontar la temporada con juveniles y amateurs, y el club pasó de ser campeón de la temporada 2002/03 a descender en 2003/04 como colista, con tan sólo tres victorias.

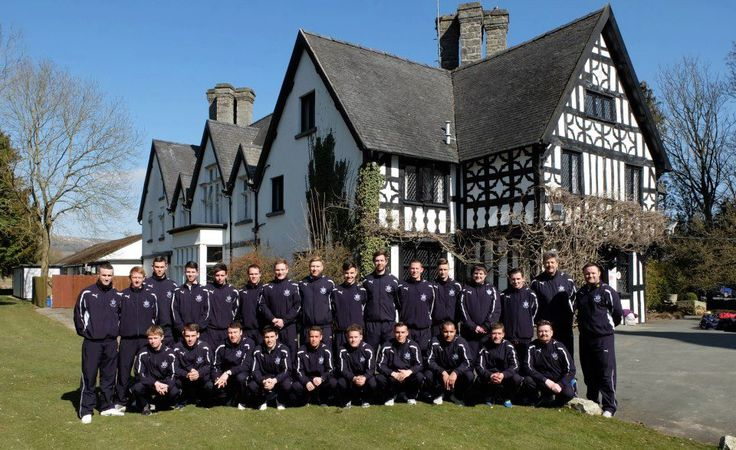
El Barry en Maesmawr Hall antes de las semifinales de la Welsh Cup en Newtown.

Después del descenso a la Welsh Football League Division One, Barry Town fue comprado por Stuart Lovering, un empresario local que abonó 125.000 libras para sanear las deudas del club. La entidad continuó en problemas después de que estuviera a punto de ser desahuciada de su estadio por una deuda impagada con el ayuntamiento, y descendió a las divisiones inferiores. El equipo ascendió de nuevo a segunda en el año 2008, y actualmente lucha por regresar a Premier League mientras su presidente busca un nuevo propietario.

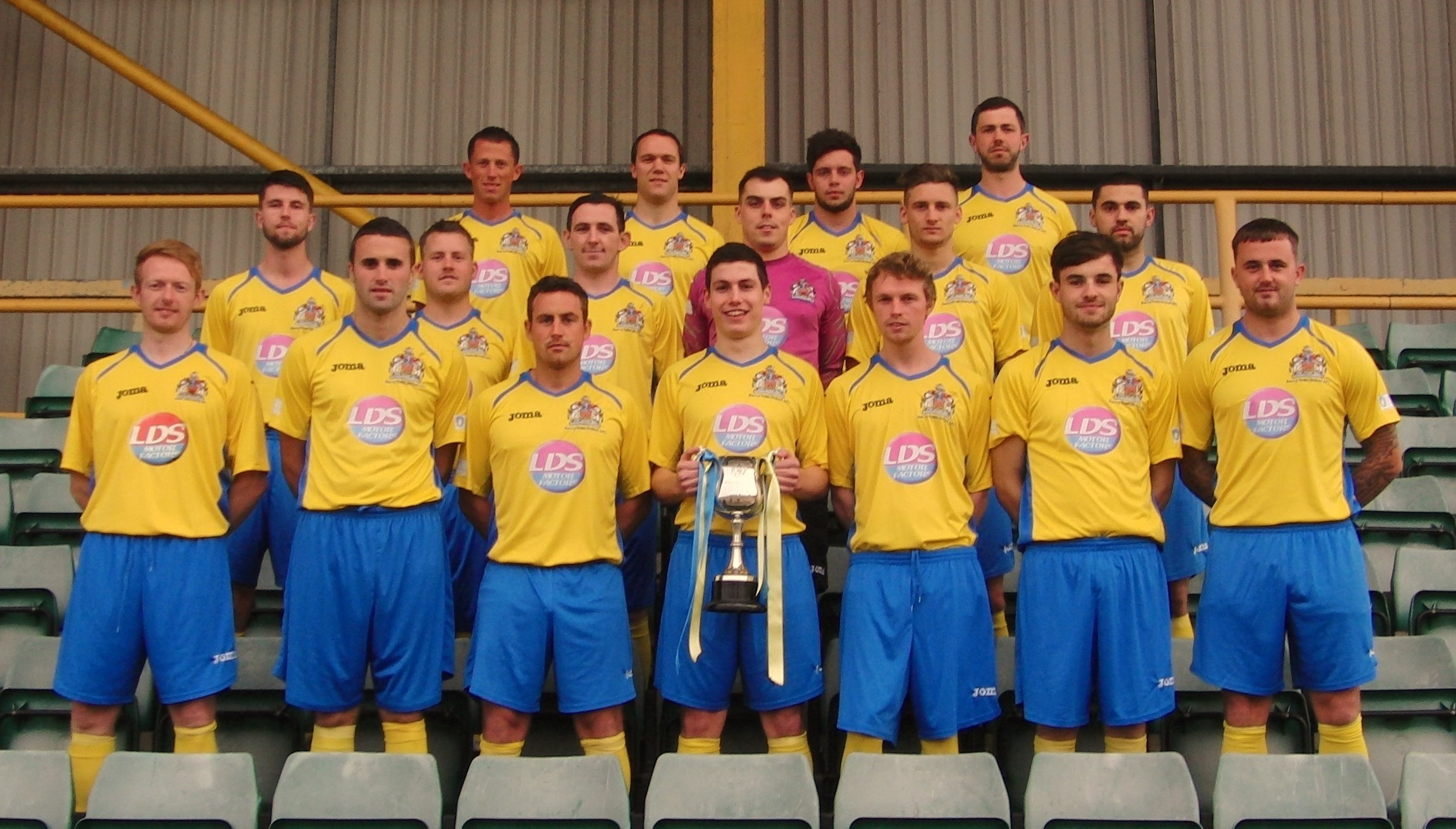
El Barry Town United campeón de tercera división en 2014.

## Escudo
Barry Town ha tenido varios escudos a lo largo de su historia. El actual es un dragón azul, similar al dragón galés, alrededor de una espada y sujetando un balón de fútbol. El fondo es un escudo de color amarillo, cuya parte superior simula un castillo.
Anteriormente, el distintivo de Barry Town era una bandera de color rojo y azul con la inscripción del club "Barry Town" en letras mayúsculas. En el centro, figuraba el dibujo de un dragón galés rojo que también se usaba como escudo simple. Aunque ya no es oficial, la bandera sigue siendo usada por algunos seguidores de la entidad. Durante su época en el fútbol inglés, el equipo también contaba con un escudo que representaba un pardillo común, un ave conocida en inglés como Linnet.

## Estadio
El terreno de juego donde Barry Town disputa sus partidos como local es Jenner Park Stadium, campo municipal de deportes de la ciudad. Puede albergar hasta 2.500 espectadores, aunque la cifra puede ascender hasta las 6.000 personas si se habilitan localidades de pie.
El estadio es la sede del club desde su creación en 1912 y fue un regalo de sus anteriores propietarios, la familia Jenner. A mediados de los años 1980 el ayuntamiento de la localidad reconstruyó el campo con nuevo césped, una pista de atletismo, una grada de mayor capacidad y focos. En 1996 Jenner Park fue reformado de nuevo para albergar partidos de competiciones europeas, por lo que es uno de los pocos campos del sistema de fútbol galés que puede acoger partidos internacionales.

## Palmarés

### Torneos nacionales
- Liga de Gales (7): 1995-96, 1996-97, 1997-98, 1998-99, 2000-01, 2001-02, 2002-03
- Copa de Gales (6): 1954-55, 1993-94, 1996-97, 2000-01, 2001-02, 2002-03
- Copa de la Liga de Gales (4): 1996-97, 1997-98, 1998-99, 1999-00
- FAW Premier Cup (1): 1998-99
- FAW Throphy (1): 1993-94
- Segunda División de Gales (12): 1926-27, 1951-52, 1957-58, 1982-83, 1983-84, 1984-85, 1985-86, 1986-87, 1988-89, 1993-94, 2016-17, 2022-23
- Tercera División de Gales (1): 2014-15
- Cuarta División de Gales (1): 2013-14
- Southern League de Gales (1): 1920-21

### Torneos locales
- Copa del Sur de Gales (15): 1925-26, 1926-27, 1937-38, 1938-39, 1952-53, 1953-54, 1958-59, 1959-60, 1965-66, 1975-76, 1977-78, 1983-84, 1986-87, 1987-88, 1991-92
- Copa del Oeste de Gales (1): 1927-28

## Participación en competiciones de la UEFA
| Temporada | Torneo             | Ronda            | Club         | Casa | Visita | Global |
| --------- | ------------------ | ---------------- | ------------ | ---- | ------ | ------ |
| 2019–20   | UEFA Europa League | Ronda Preliminar | Cliftonville | 0–0  | 0–4    | 0–4    |
| 2020–21   | UEFA Europa League | Ronda Preliminar | NSÍ          | –    | 1–5    | 1–5    |